# Concilio de Mantua (1459)

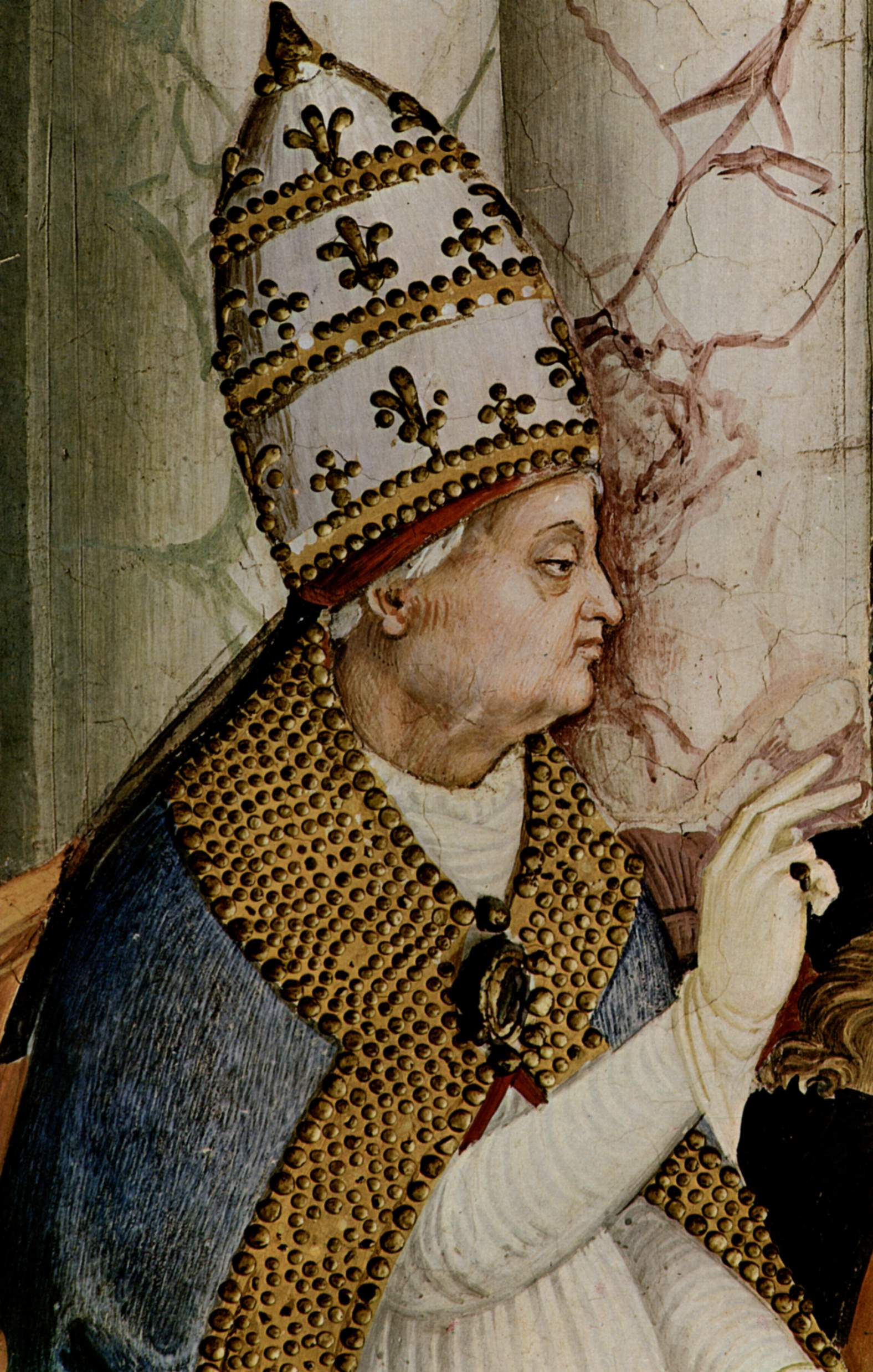
Pío II, convocante del consejo.

El Concilio de Mantua de 1459, o Congreso de Mantua, fue una reunión religiosa convocada por el papa Pío II, elegido el año anterior y comprometido en la planificación de la guerra contra los turcos otomanos, que habían tomado Constantinopla en 1453. Su llamado se dirigió a los gobernantes de Europa, en una agonizante súplica para que se apartaran de la guerra interna y se enfrentaran al enemigo común de la cristiandad.

## Proceso del Concilio de 1459

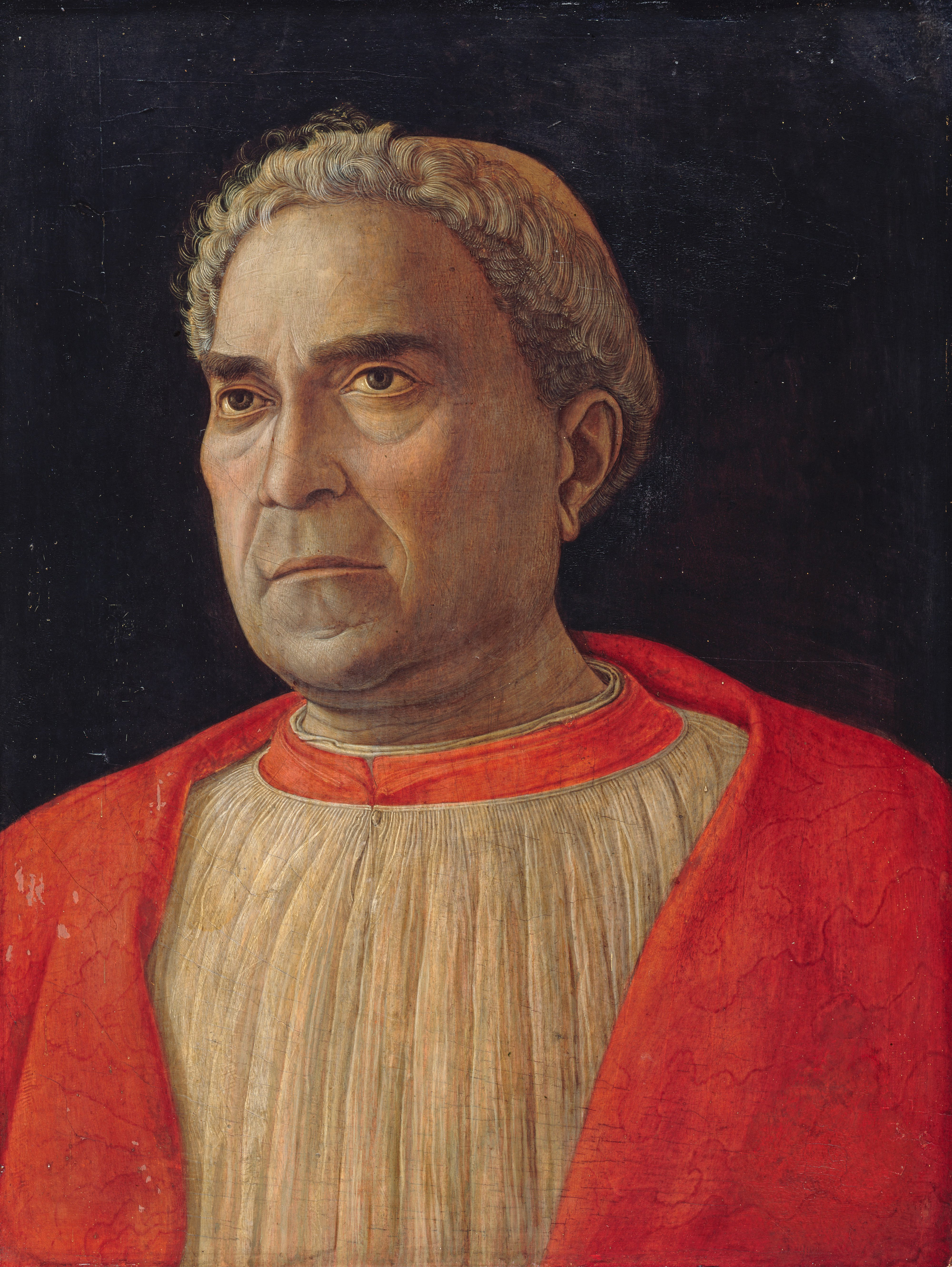
Ludovico Trevisan, participante en el congreso de guerra.

Pío entró en Mantua el 27 de mayo; su largo camino hacia el lugar de reunión se asemejaba a una procesión triunfal. Abrió el consejo el 1 de junio y esperó en Mantua como invitado de Ludovico III Gonzaga hasta septiembre a que se reunieran los distintos representantes. El 26 de septiembre pidió una nueva cruzada contra los otomanos. Estuvieron presentes el cardenal refugiado Basilio Besarión y el cardenal Juan de Torquemada. El duque de Borgoña estuvo representado en el Concilio por el duque de Clèves, quien llevaba en su séquito al joven clérigo borgoñón Ferry de Clugny. La humanista Isotta Nogarola escribió y envió al Papa Pío una oración a favor de una cruzada.

## Críticas y efectos
No todos los líderes de la iglesia estaban a favor de una cruzada. El cardenal veneciano Ludovico Trevisan, patriarca de Aquileia, se reunió con Pío en Siena, el 16 de marzo, y siguió al Papa a Mantua, aunque se opuso a los objetivos del Concilio.
Cuando se disolvió el Consejo en enero de 1460, se había decidido un llamamiento ineficaz a una nueva cruzada contra el infiel, y Pío lo proclamó el 14 de enero. Uno de los únicos gobernantes europeos que apoyó plenamente la Cruzada fue Vlad III, aunque estaba demasiado preocupado defendiendo su Valaquia natal para contribuir con tropas. La cruzada de papel iba a durar tres años y resultó ineficaz. Pío moriría en Ancona, haciendo un último esfuerzo para lanzar esta campaña con su propio ejemplo.
Historiadores del Tarot como Heinrich Brockhaus han afirmado que los llamados Tarocchi di Mantegna fueron ideados y elaborados durante la sesión de este consejo.

## Legado artístico
El pintor Andrea Mantegna había sido invitado a Mantua por Ludovico en 1457; aunque permaneció en Padua, pintó la Agonía en el jardín que se encuentra en la Galería Nacional de Londres para su podestà; en la imagen, los discípulos duermen en Getsemaní, mientras que Jerusalén se ve como Constantinopla, con la luna creciente que significa su captura por parte de los turcos. Mucho después de la muerte del papa, el artista Pinturicchio pintó la convocatoria del concilio entre las escenas de la vida de Pío en las paredes de la Biblioteca Piccolomini de la catedral de Siena.